# Bitka pri Quebecu
Bitka pri Quebecu je bila bitka med Kontinentalno vojsko in britansko vojsko leta 1775. Bila je del neuspešnega poskusa Kontinentalne vojske, da bi zavzela mesto Quebec med ameriško revolucionarno vojno.
Britanci so bitko dobili. To je bil prvi velik poraz za Kontinentalno vojsko. Več kot 400 vojakov je bilo ujetih. Več častnikov Kontinentalne vojske je bilo tudi ranjenih ali ubitih, vključno z Richardom Montgomeryjem in Benedictom Arnoldom.